# Tomislav Dujmović
Tomislav Dujmović (ur. 26 lutego 1981 w Zagrzebiu) – chorwacki piłkarz grający na pozycji defensywnego pomocnika. Obecnie jest zawodnikiem Mordowiji Sarańsk.

## Kariera klubowa
Karierę piłkarską Dujmović rozpoczął w klubie Dinamo Zagrzeb. Nie przebił się jednak do składu pierwszej drużyny i w 2000 roku został piłkarzem innego klubu z Zagrzebia, Hrvatskiego Dragovoljaca. W sezonie 2000/2001 zadebiutował w jego barwach w pierwszej lidze chorwackiej. W 2002 roku spadł z tym klubem do drugiej ligi. W trakcie sezonu 2002/2003 odszedł do Inkeru Zaprešić, z którym wiosną 2003 awansował do pierwszej ligi. Na początku 2005 roku ponownie zmienił klub i przeszedł do NK Međimurje z miasta Čakovec. Grał tam do końca 2005. roku.
Na początku 2006 roku Dujmović przeszedł do rosyjskiego Amkara Perm. W rosyjskiej lidze zadebiutował 17 marca 2006 w przegranym 0:1 wyjazdowym meczu z FK Moskwa. W 2008 roku zajął z Amkarem 4. miejsce, najwyższe w historii klubu.
W 2009 roku Chorwat został piłkarzem Łokomotiwu Moskwa. W nim po raz pierwszy wystąpił 14 marca 2009 w spotkaniu z FK Chimki, w którym padł remis 1:1. Zawodnikiem Łokomotiwu był do połowy 2010 roku i wtedy też przeszedł do innego moskiewskiego klubu, Dynama Moskwa. Swój debiut w tym klubie zanotował 22 sierpnia w meczu z Lokomotiwem (3:0).
| Sezon     | Klub                 | Kraj      | Rozgrywki        | Mecze | Bramki |
| --------- | -------------------- | --------- | ---------------- | ----- | ------ |
| 2000/01   | Hrvatski Dragovoljac | Chorwacja | 1. HNL           | 13    | 0      |
| 2001/02   | Hrvatski Dragovoljac | Chorwacja | 1. HNL           | 18    | 2      |
| 2002/03   | Hrvatski Dragovoljac | Chorwacja | 2. HNL           | 11    | 2      |
| 2002/03   | Inter Zaprešić       | Chorwacja | 2. HNL           | 4     | 0      |
| 2003/04   | Inter Zaprešić       | Chorwacja | 1. HNL           | 27    | 1      |
| 2004/05   | Inter Zaprešić       | Chorwacja | 1. HNL           | 8     | 0      |
| 2004/05   | NK Međimurje         | Chorwacja | 1. HNL           | 13    | 3      |
| 2005/06   | NK Međimurje         | Chorwacja | 1. HNL           | 17    | 0      |
| 2006      | Amkar Perm           | Rosja     | Priemjer-Liga    | 16    | 0      |
| 2007      | Amkar Perm           | Rosja     | Priemjer-Liga    | 28    | 2      |
| 2008      | Amkar Perm           | Rosja     | Priemjer-Liga    | 26    | 3      |
| 2009      | Łokomotiw Moskwa     | Rosja     | Priemjer-Liga    | 26    | 3      |
| 2010      | Łokomotiw Moskwa     | Rosja     | Priemjer-Liga    | 13    | 2      |
| 2010      | Dinamo Moskwa        | Rosja     | Priemjer-Liga    | 13    | 1      |
| 2011/2012 | Dinamo Moskwa        | Rosja     | Priemjer-Liga    | 9     | 0      |
| 2011/2012 | Real Saragossa       | Hiszpania | Primera División | 12    | 1      |

## Kariera reprezentacyjna
W reprezentacji Chorwacji Dumjović zadebiutował 14 listopada 2009 roku w wygranym 5:0 towarzyskim spotkaniu z Liechtensteinem. W 2010 roku grał w barwach Chorwacji głównie w meczach towarzyskich, a w eliminacjach do Euro 2012 jest rezerwowym.
| Mecze i gole w reprezentacji | Mecze i gole w reprezentacji | Mecze i gole w reprezentacji      | Mecze i gole w reprezentacji | Mecze i gole w reprezentacji | Mecze i gole w reprezentacji | Mecze i gole w reprezentacji |
| #                            | Data                         | Stadion                           | Rywal                        | Wynik                        | Gol                          | Rozgrywki                    |
| 2009                         | 2009                         | 2009                              | 2009                         | 2009                         | 2009                         | 2009                         |
| ---------------------------- | ---------------------------- | --------------------------------- | ---------------------------- | ---------------------------- | ---------------------------- | ---------------------------- |
| 1.                           | 14.11.2009                   | Vinkovci, Chorwacja               | Liechtenstein                | 5:0                          | 0                            | towarzyski                   |
| 2010                         |                              |                                   |                              |                              |                              |                              |
| 2.                           | 03.03.2010                   | Bruksela, Belgia                  | Belgia                       | 1:0                          | 0                            | towarzyski                   |
| 3.                           | 19.05.2010                   | Klagenfurt am Wörthersee, Austria | Austria                      | 1:0                          | 0                            | towarzyski                   |
| 4.                           | 23.05.2010                   | Osijek, Chorwacja                 | Walia                        | 2:0                          | 0                            | towarzyski                   |
| 5.                           | 26.05.2010                   | Tallinn, Estonia                  | Estonia                      | 0:0                          | 0                            | towarzyski                   |
| 6.                           | 11.08.2010                   | Bratysława, Słowacja              | Słowacja                     | 1:1                          | 0                            | towarzyski                   |
| 7.                           | 12.10.2010                   | Zagrzeb, Chorwacja                | Norwegia                     | 2:1                          | 0                            | towarzyski                   |
| 8.                           | 17.11.2010                   | Zagrzeb, Chorwacja                | Malta                        | 3:0                          | 0                            | el. Euro 2012                |